# 横須賀郵便局
横須賀郵便局（よこすかゆうびんきょく）は神奈川県横須賀市にある郵便局。民営化前の分類では集配普通郵便局であった。

## 概要
住所：〒238-8799 神奈川県横須賀市小川町8

### 併設施設
- ゆうちょ銀行横須賀店（さいたま支店横須賀出張所）：取扱店番号020030

### 分室
分室はない。かつて存在した分室は以下の通りである。
- 元町分室
- 楠ヶ浦分室

## 沿革
- 1872年（明治4年）旧12月 - 横須賀郵便取扱所として開設[1]。
- 1873年（明治6年） - 横須賀郵便役所となる[1]。
- 1875年（明治8年）1月1日 - 横須賀郵便局（三等）となる。同年4月より為替取扱を開始[1]。
- 1878年（明治11年） - 貯金取扱を開始[1]。
- 1885年（明治18年） - 電信取扱を開始[1]。
- 1886年（明治19年）1月4日 - 電信為替事務開始[2]。
- 1889年（明治22年）7月16日 - 横須賀郵便電信局となる[1]。
- 1903年（明治36年）4月1日 - 通信官署官制の施行に伴い横須賀郵便局となる[1]。
- 1927年（昭和2年）5月11日 - 横須賀海軍総理部構内に鎮守府構内分室を設置[3]。
- 1940年（昭和15年）
  - 7月1日 - 鎮守府構内分室を元町分室に改称[4]。
  - 12月23日 - 横須賀市楠ヶ浦町に楠ヶ浦分室を設置[5]。
- 1976年（昭和51年）8月 - 局舎新築落成。
- 1993年（平成5年）7月1日 - 外国通貨の両替および旅行小切手の売買に関する業務取扱を開始[6]。
- 2007年（平成19年）10月1日 - 民営化に伴い、併設された郵便事業横須賀支店、ゆうちょ銀行横須賀店に一部業務を移管。
- 2012年（平成24年）10月1日 - 日本郵便株式会社発足に伴い、郵便事業横須賀支店を横須賀郵便局に統合。

## 取扱内容

### 横須賀郵便局
- 郵便、印紙、ゆうパック、内容証明
- 生命保険、バイク自賠責保険、自動車保険
- 「238-00xx」区域（横須賀市の一部）の集配業務
- 横須賀市の内葉山局､久里浜局管内を除く地域の郵便ポストからの取集
- ゆうゆう窓口

### ゆうちょ銀行横須賀店
- 貯金、貸付、為替、振替、振込、国際送金、外貨両替、トラベラーズチェック、国債、投資信託、変額年金保険
- ATM

## 周辺
- 神奈川歯科大学
- 三笠公園
- 横須賀警察署
- 横須賀市役所

## アクセス
- 京急本線 横須賀中央駅（東口）から徒歩約7分
- 京浜急行バス 市役所前停留所下車
- 国道16号沿い
- 駐車場あり：10台